# Tabiang Village (ort i Beru)
Tabiang Village är en ort i Kiribati.   Den ligger i örådet Beru och ögruppen Gilbertöarna, i den sydöstra delen av landet, 400 km sydost om huvudstaden Tarawa. Tabiang Village ligger 4 meter över havet och antalet invånare är 416.
Terrängen runt Tabiang Village är mycket platt.  Tabiang Village är det största samhället i trakten. 